# شفاء العليل في مسائل القضاء والقدر والحكمة والتعليل
شفاء العليل في مسائل القضاء والقدر والحكمة والتعليل كتاب من كتب العقيدة الإسلامية، ألفه ابن قيم الجوزية (691 هـ 751 هـ - 1292 1349). يتناول الكتاب مسألة من أهم المسائل العقيدة وأصول الدين وأخطرها وهي مسألة الإيمان بالقضاء والقدر، بين المؤلف في كتابه منهج أهل السنة والجماعة في هذه المسألة مدعمًا رأيه بأدلة من القران الكريم ومن السنة النبوية ومن أقوال السلف الصالح من الصحابة والتابعين.
ثم بعد ذلك رد على من خالفهم مبينًا أقوالهم وسخافة عقولهم، وقد عقد ابن قيم الجوزية في كتابه بابين كاملين أحدهما للرد على الجبرية والثاني للرد على القدرية هذا بالإضافة للرد عليها وعلى غيرهما في فصول كتابه.

## وصلات خارجية
- تصفح كتاب شفاء العليل في مسائل القضاء والقدر والحكمة والتعليل